# Amie Stålkrantz
Ann Marie (Amie) Stålkrantz-Lindqvist, född 9 april 1930 i Köping, är en svensk keramiker och målare.
Hon är dotter till förrådsförvaltaren Uno Stålkrantz och Jenny Litz, från 1952 gift med landsantikvarien Gunnar Lindqvist. Hon arbetade först som dekoratör i Köping innan hon studerade vid Konstfackskolan i Stockholm 1948–1954. Förutom keramik studerade hon även målning och textilkonst men keramiken kom att bli hennes huvudsakliga konstform. Efter studierna flyttade hon till Linköping där hon 1958 etablerade keramikverkstaden Krukmakargården i gamla Linköping. Separat ställde hon bland annat ut i Köping, Finspång och Skänninge och hon medverkade i Östgöta konstförenings salonger i Linköping och Norrköping. Bland hennes offentliga arbeten märks utsmyckning för elevhemmet Jarlen i Jönköping, Hotell Ekoxen i Linköping, Domus restaurang i Motala, Ekhagsskolan i Linköping, Lantbruksstyrelsen i Jönköping, Rosenlundsskolan i Jönköping, Brinellgymnasiet i Nässjö, HSAB i Linköping, åtta stycken barnstugor i Linköping, Gatukontoret i Jönköping, Sandagymnasiet i Huskvarna, Eksjö lasarett, Sparbanken i Linköping och bostadshotellet Snickaren i Eksjö. Hennes bildkonst består av expressionistiska akvareller medan hennes keramikföremål består av polykroma djurskulpturer. Vid sidan av sitt eget skapande är hon verksam som formgivare för Mantorps glasbruk. Stålkrantz är representerad vid Östergötlands museum, Örebro läns museum, Jönköpings läns museum och Landskrona museum.